# تشرمنا (منطقه تروتنوف)
تشرمنا (به چکی: Čermná) یک منطقهٔ مسکونی در جمهوری چک است که در منطقه تروتنوف واقع شده‌است. تشرمنا ۳۹۰ نفر جمعیت دارد.